# NGC 364
NGC 364 è una galassia lenticolare barrata situata nella costellazione della Balena.
Fu scoperta il 2 settembre 1864 da Albert Marth.
Si ipotizza che questa galassia abbia qualche interazione con la vicina galassia NGC 359.